# Ga Susukino
Ga Susukino (すすきの駅 Susukino-eki) là nhà ga ở Chūō, Sapporo, Hokkaido, Nhật Bản. Nhà ga được đánh số  N08. Nhà ga nằm trên Tuyến Namboku và Xe điện Sapporo.
Nhà ga nằm tương đối gần ga Hōsui-Susukino trên Tuyến Tōhō, nhưng lại không có dịch vụ đưa đón miễn phí giữa hai nhà ga này.

## Bố trí ga
| G                                 | Mặt đất                                                   | Lối vào/Lối ra                    |
| Sân ga                            | Sân ga cạnh, cửa sẽ mở ở bên trái                         | Sân ga cạnh, cửa sẽ mở ở bên trái |
| Sân ga 1                          | Tuyến Namboku đi N09 Nakajima-Kōen (Hướng đi Makomanai) → |                                   |
| Sân ga 2                          | ← Tuyến Namboku đi N07 Ōdōri (Hướng đi Asabu)             |                                   |
| Sân ga cạnh, cửa sẽ mở ở bên trái |                                                           |                                   |

## Lịch sử
Nhà ga mở cửa vào ngày 16 tháng 12 năm 1971 cùng với thời điểm khai trương Tuyến Namboku từ Ga Makomanai đến Ga Kita-Nijūyo-Jō.

## Xung quanh nhà ga
Ở phía nam của nhà ga là khu phố đèn đỏ lớn nhất ở phía bắc Tokyo, Susukino, nơi tập trung nhiều nhà hàng, quán bar, khách sạn và cơ sở giải trí dành cho người lớn.
- Quốc lộ 36 (đến Muroran)
- Bốt gác cảnh sát Susukino - Đồn cảnh sát trung tâm Sapporo
- Bưu điện Minami Sanjo
- Ngân hàng North Pacific, chi nhánh Susukino
- Ngân hàng Hokkaido, chi nhánh Susukino
- Ngân hàng Tomakomai Shinkin, chi nhánh Sapporo
- Trung tâm mua sắm dưới lòng đất (Thị trấn Pole & Thị trấn Aurora)
- Khách sạn Sapporo Tokyu Inn
- Rạp chiếu phim Sapporo Toho Plaza
- Khu mua sắm Tanukikoji
- Sapporo Ramen Alley

## Hình ảnh

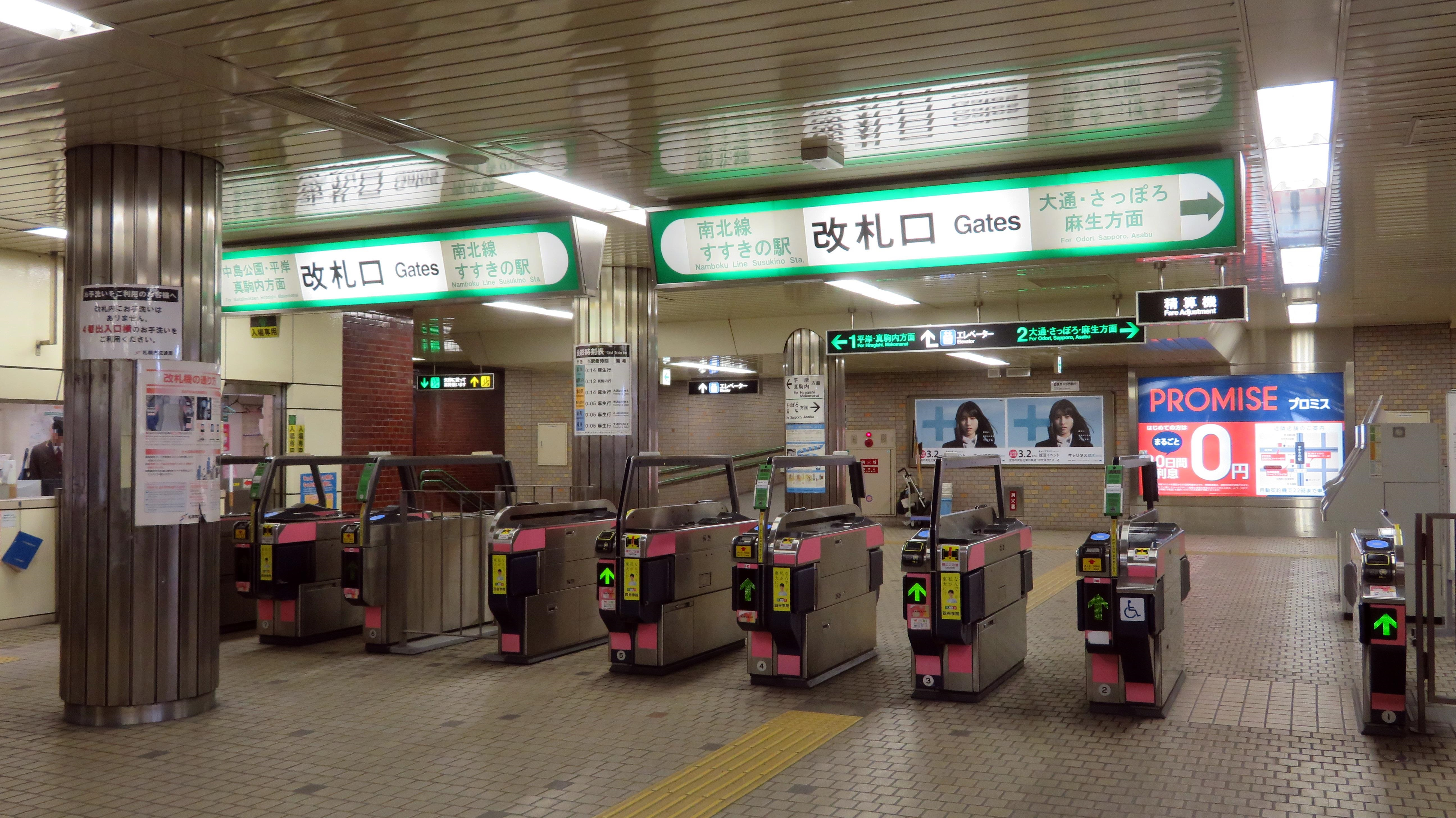
Cổng soát vé
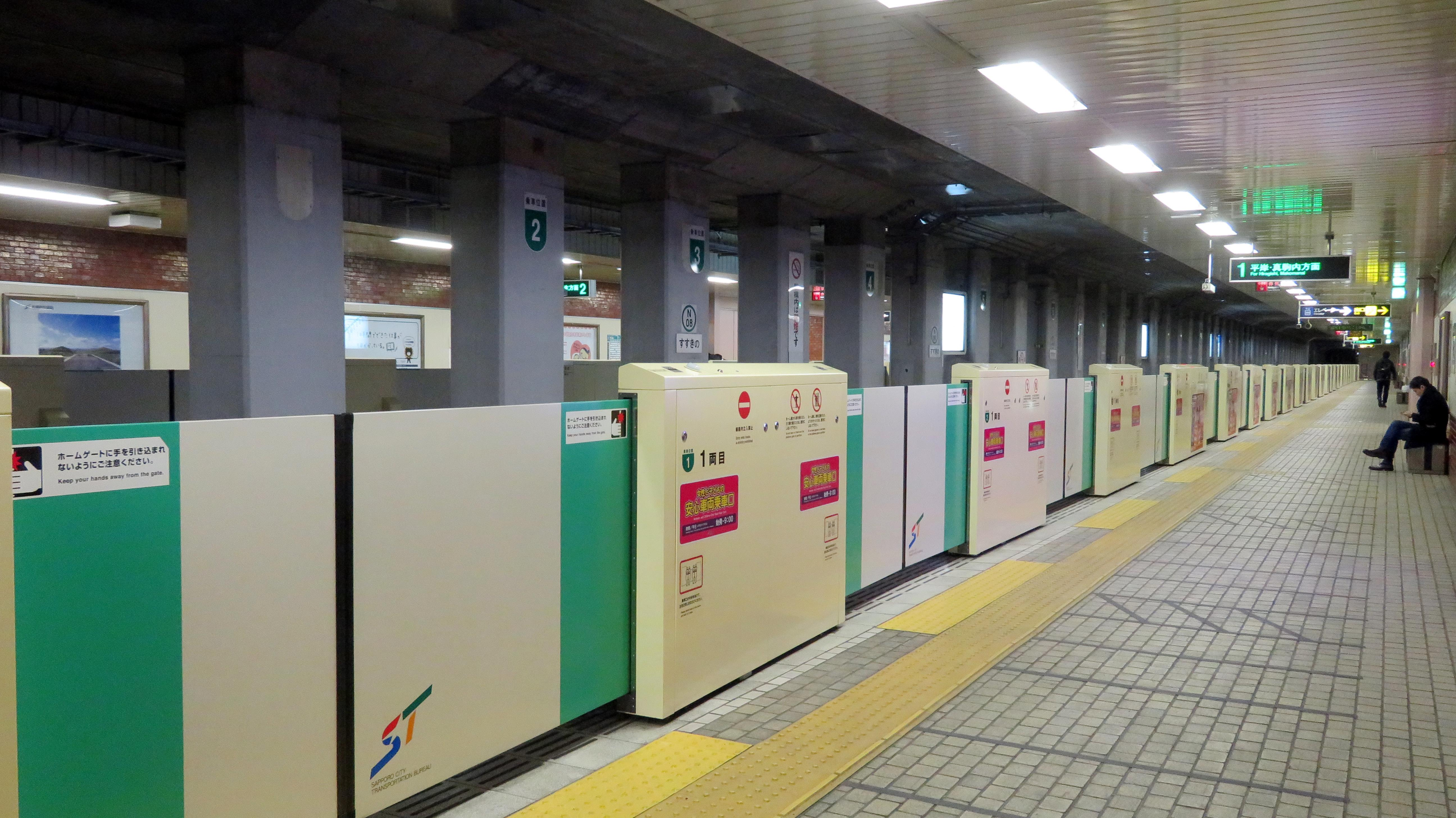
Sân ga của nhà ga